# Tendzin Khyenrab Geleg Wangpo
Gyalwang Drukpa
Mipham Chokyi Wangpo Jigme Pema Wangchen
Tendzin Khyenrab Geleg Wangpo (tibétain : བསྟན་འཛིན་མཁྱེན་རབ་དགེ་ལེགས་དབང་པོ, Wylie : bstan 'dzin mkhyen rab dge legs dbang po) fut le 11e chef spirituel de la lignée bouddhique Drukpa. Il naquit au Tibet, à Lhassa en 1931. Après l'invasion du Tibet par l'armée populaire de libération, il s'exila en Inde où il s'installa en 1959 au camp de réfugiés à Buxa Duar. Il est décédé à l'âge de 29 ans, en 1960.